# Antônio Manuel do Amaral Sarmento Mena
Antônio Manuel do Amaral Sarmento Mena (Rio Pardo, c.1810 - Jaguarão, 21 de junho de 1844) foi um militar brasileiro.
Filho de Francisco Xavier Sarmento Mena e de Rosália Brígida de Carvalho, irmão de Francisco de Paula do Amaral Sarmento Mena. Ao iniciar a Revolução Farroupilha, marchou com os republicanos de Rio Pardo que engrossaram o destacamento do coronel Corte Real, no Capané, em Cachoeira do Sul, no posto de oficial subalterno.
Durante o cerco de Porto Alegre, em 16 de julho de 1836, comandava uma tropa de quarenta homens comandados, quando é atacado por vinte e três imperialistas atacaram no campo da Azenha, no qual é ferido, Seu irmão, Francisco de Paula do Amaral Sarmento Mena, ouvindo o tiroteio, parte em socorro, vendo o irmão ferido, assume o comando da pequena força sendo, também, ferido, e gravemente. Dos imperialistas, dezenove foram mortos, um gravemente ferido e outros dois feitos prisioneiros. O irmão morre dois dias depois.
Por causa de sua valentia foi sucessivamente sendo promovido até chegar a coronel. Entre suas vitórias destaca-se a de 16 de março de 1844, no serro da Palma, em Cachoeira do Sul, em que destroçou a força do coronel Francisco Pedro de Abreu, que foi ferido na ocasião.
Ainda em junho do mesmo ano, foi destacado por David Canabarro, para atacar Jaguarão, em busca de mantimentos. Apesar da resistência tenaz, obriga os imperialistas a recuar até as margens do rio. Realizado o seu objetivo principal, tendo se apropriado de víveres e fazendas, ordena a retirada. Porém, ao atravessar a praça principal da vila, é atingido por uma bala e cai mortalmente ferido.